# All Things Digital
All Things Digital, también conocido como AllThingsD.com, fue una publicación en línea de los Estados Unidos especializada en noticias, análisis y cobertura de tecnología y empresas emergentes. Fue fundada en 2007 por Kara Swisher y Walt Mossberg, como una extensión de las reuniones anuales D: All Things Digital Conference.
All Things Digital era una subsidiaria de propiedad total de Dow Jones & Company y era miembro de la red digital de The Wall Street Journal, que incluye WSJ.com, MarketWatch, Barron's y SmartMoney.
En septiembre de 2013, Swisher y Mossberg no lograron renovar su acuerdo con Dow Jones. El 1 de enero de 2014, Swisher y Mossberg presentaron su propio sitio, Re/code, con sede en San Francisco, California.

## Contenido del sitio
AllThingsD.com amplió la conferencia All Things Digital, que fue lanzada en 2003 por Swisher y Mossberg. Si bien la conferencia rápidamente se volvió popular y prestigiosa entre las comunidades empresarial y tecnológica, el número de asistentes se limitó a aproximadamente 500 personas. El sitio web fue creado para «abrir la conversación a todos». Aunque el sitio funciona todo el año, durante cada Conferencia «D» ofrece una cobertura completa y directa de todos los eventos y presentaciones.
AllThingsD.com se centró en noticias, análisis y opiniones sobre tecnología, Internet y medios, pero se consideraba una fusión de diversos estilos de medios, diferentes temas, formatos y fuentes. Inicialmente, las dos características principales del sitio eran el blog BoomTown de Kara Swisher y las columnas de revisión de productos tecnológicos de Walt Mossberg del Wall Street Journal. Desde entonces, el sitio se había ampliado enormemente en personal y enfoque. Aunque la mayor parte del personal tenía su base en San Francisco, muchos colaboradores, incluido Mossberg, trabajaron principalmente en otras partes de Estados Unidos.
All Things Digital utilizó Livefyre para permitir a los lectores comentar noticias.
En septiembre de 2022, Swisher declaró que la mayor parte del contenido de All Things Digital (incluidas las entrevistas en video con Mark Zuckerberg y Peter Thiel al principio de sus carreras) había dejado de estar disponible, a pesar de un acuerdo con el WSJ y News Corp para preservarlo después de su partida y la de Mossberg.

### Escritores destacados
AllThingsD.com presentaba nueve escritores diferentes en el momento del cierre, donde cada uno tenía su propia sección del sitio, así como una categoría separada para otros escritores destacados, tanto dentro como fuera de la publicación:
- BoomTown de Kara Swisher: cobertura de Swisher de temas digitales que aparecieron originalmente con el mismo título en el Wall Street Journal, antes de publicarse en AllThingsD.com.
- La columna de reseñas y tecnología personal de Walt Mossberg, también publicada originalmente en The Wall Street Journal.
- La solución digital de Katherine Boehret: una revisión de la tecnología de consumo.
- MediaMemo de Peter Kafka: cobertura mediática y tecnológica.
- NetworkEffect de Liz Gannes: reportaje centrado en las redes sociales y la intersección del entretenimiento y la tecnología.
- Mobilized de Ina Fried: cobertura de problemas y dispositivos inalámbricos.
- eMoney de Tricia Duryee: reportaje sobre ganancias, transacciones y estadísticas financieras que mueven la industria tecnológica.
- NewEnterprise de Arik Hesseldahl: artículos y entradas sobre el mundo de los negocios online, que abarcan tanto hardware como software.
- Voces: una parte de AllThingsD.com que incluía publicaciones de los redactores del sitio, artículos de otras propiedades de Dow Jones y reporteros y blogueros de toda la web.

## Conferencias
AllThingsD.com también alojó contenido sobre sus Conferencias D; Además del evento principal anual a finales de la primavera, en diciembre de 2010 organizaron D: Dive Into Mobile, la primera extensión de marca de la conferencia en la que miembros de AllThingsD entrevistaron a representantes de los principales productores de software y dispositivos móviles.

## En la cultura popular
El logotipo de AllThingsD se puede ver durante los créditos iniciales de la temporada 2 de la serie de HBO Silicon Valley, antes de ser retirado y reemplazado por el logotipo de Re/code a medida que avanza la animación de introducción.